# فرنسيس جاي كينارد
فرنسيس جاي كينارد (بالإنجليزية: Francis J. Kennard)‏ هو مهندس معماري أمريكي، ولد في 15 مارس 1865، وتوفي في 29 أبريل 1944.